# Ніколи не йдіть на компроміс. Техніка ефективних переговорів
Ніколи не йдіть на компроміс. Техніка ефективних переговорів (англ. Never Split the Difference: Negotiating As If Your Life Depended On It)  — книга медіамейкера Тала Реза та бізнесмена Кріса Восса. Вперше вийшла 17 травня 2016 року у видавництві «Harper Business» (США). Українською мовою перекладено та опубліковано 2019 року видавництвом «Наш формат» (перекладач — Юлія Кузьменко).

## Огляд книги
Свого часу Кріс Восс працював у поліції штату Міссурі, пізніше перейшов до спецпідрозділу ФБР, де зробив собі ім'я переговірника з грабіжниками банків та терористами. У книзі він та його колега Тал Рез пропонують якісно новий, перевірений на практиці підхід до ведення переговорного процесу на всіх рівнях: від зали засідань до домашнього спілкування. Вони поділяються навичками спілкування в ситуаціях, коли на кону стоїть найвища з можливих цінність — людське життя.

## Основний зміст
Книга-практикум розкриває дев'ять принципів ефективних переговорів, а також інтуїтивні тактики і стратегії, які можна використовувати, щоб стати більш переконливим у професійному та особистому житті.
Автори стверджують, що життя — це суцільна серія переговорів, до яких варто бути готовими: покупка автомобіля, узгодження зарплати, купівля житла, перегляд договору оренди, обговорення чогось із вашим партнером і т. д. Проте можна отримати конкурентну перевагу в будь-якій дискусії, варто лише підвищити рівень власної інтуїції та комунікативних навичок.
Кріс Восс і Тал Рез розглядають техніки маніпуляції словами «Так» і «Ні», ключові фрази, що можуть кардинально змінити настрій і перебіг спілкування. Вони пропонують дієві практики контролю, маніпулювання та «торгівлі», результатом якої є досягнення консенсусу.
«Хороший комунікатор має навчитися співчувати опоненту, це дасть змогу подолати перешкоди й завоювати довіру».
Окрім цього, варто добре вивчити всю наявну інформацію щодо опонента:
«Для того, щоб переговори були успішними, має бути проведена специфічна та ретельна підготовка щодо того, як продовжити роботу з іншою стороною, беручи до уваги всю наявну попередню інформацію».
Головним ключем до успіху, особливо в дуже небезпечних переговорах, автори вважають тактичну емпатію, яку вони описують як «емоційний інтелект на стероїдах».

## Переклад українською
- Кріс Восс. Ніколи не йдіть на компроміс. Техніка ефективних переговорів / Кріс Восс, Тал Рез / пер. Ірина Павленко. — К.: Наш Формат, 2019. — ISBN 978-617-7682-22-5.